# Petula Clark
Petula Sally Olwen Clark (født 15. november 1932 i Epsom and Ewell, Surrey) er en engelsk sanger og skuespiller.
Under anden verdenskrig opnåede hun stor popularitet som barnestjerne på BBC og i koncertlokaler i London. Som elleveårig fik hun sin filmdebut i filmen Medal for the General (1944) og blev yderligere kendt fra BBC-radioserien Meet the Huggetts i slutningen af 1940'erne.
Hun fik en række roller i britiske film, før hun flyttede til Frankrig, hvor hun i 1950'erne fik stor succes som sanger. 
Populariteten bredte sig til andre lande i Europa, og som popsangeren Petula Clark slog hun igennem i 1961 med sangen Romeo. Sit gennembrud i USA fik hun i 1964 med sangen "Downtown". Downtown var den første sang med en britisk sanger, som nåede toppen af hitlisterne i USA. 
Andre store hits var Sailor fra 1961, hvilket var hendes version af den tyske schlager Seemann, der var indsunget af den tyske sangerinde Lolita, samt This Is My Song fra 1967, skrevet af Charles Chaplin til filmen Grevinden fra Hongkong.
I slutningen af 1960'erne opnåede hendes sange ikke længere samme kommercielle succes, men hun fortsatte med at optræde på både Broadway og i Londons West End.

## Udvalgt filmografi
- Medal for the General (1944)
- Murder in Reverse (1945)
- I Know Where I'm Going! (1945)
- London Town (1946)
- The Romantic Age (1949)
- The Card (1951)
- The Runaway Bus (1953)
- The Woman Opposite (1957)
- Finian's Rainbow (1968)
- Goodbye, Mr Chips (1969)

## Priser og udmærkelser
- 1964 første britiske artist, som vinder en Grammy (for "Downtown")[2]
- 1998 Commander of the British Empire (CBE)[3]